# Celvin Rotane
Celvin Rotane, is het belangrijkste alter ego van de Duitse dj en producer Mike van der Viven.
In 1995 werd Rotane bekend met zijn hits I Believe en Push Me To The Limit. Zijn grootste single in Vlaanderen was Bienvenue. Ook verscheen er een remix van het nummer Pullover van Speedy J. Daarna verdween hij weer in de anonimiteit. Hij produceerde nog diverse danceplaten maar grote successen bleven verder uit.

## Discografie

### Singles
| Single met eventuele hitnotering(en) in de Nederlandse Top 40 | Datum van verschijnen | Datum van binnenkomst | Hoogste positie | Aantal weken | Opmerkingen                                               |
| ------------------------------------------------------------- | --------------------- | --------------------- | --------------- | ------------ | --------------------------------------------------------- |
| Push Me To The Limit                                          | 1995                  | 03-02-1996            | 34              | 3            | met Frankie McCoy / Alarmschijf / Dancesmash op Radio 538 |

| Single met hitnotering(en) in de Vlaamse Ultratop 50 | Datum van verschijnen | Datum van binnenkomst | Hoogste positie | Aantal weken | Opmerkingen |
| ---------------------------------------------------- | --------------------- | --------------------- | --------------- | ------------ | ----------- |
| Back Again/Theme From Magnum                         | 1997                  |                       | tip5            |              |             |
| Bienvenue                                            | 1997                  | 08-11-1997            | 25              | 10           |             |

- Bibliothèque nationale de France: cb13987278z (data)
- Gemeinsame Normdatei: 13495081X
- International Standard Name Identifier: 0000 0000 5518 5402
- MusicBrainz: 3fd9df33-abc6-4b5c-b072-1f231dc9ae99
- Virtual International Authority File: 56805217